# Weissia jamaicensis
Weissia jamaicensis är en bladmossart som beskrevs av Abel Joel Grout 1938. Weissia jamaicensis ingår i släktet krusmossor, och familjen Pottiaceae. Inga underarter finns listade i Catalogue of Life.